# Улень (село)
Улень — село (до 2008 года — посёлок), расположенное на одноимённой реке Улень, в северной части Ширинского района Хакасии.
Число постоянных хозяйств — 6, население — 11 чел. (01.01.2004).

## Население
| 2002 | 2010 |
| ---- | ---- |
| 18   | ↘12  |